# Обобщённая схема размещения
Обобщённая схема размещения частиц по ячейкам определяется следующим образом.

## Определение
Пусть неотрицательные целочисленные случайные величины (с.в.) {\displaystyle \eta _{1},\dots ,\eta _{N}}, сумма которых равна {\displaystyle n}, связаны с неотрицательными целочисленными независимыми с.в. {\displaystyle \xi _{1},\dots ,\xi _{N}} следующим соотношением:
{\displaystyle \mathbb {P} \{\eta _{1}=k_{1},\dots ,\eta _{N}=k_{N}\}=\mathbb {P} \{\xi _{1}=k_{1},\dots ,\xi _{N}=k_{N}\;|\;\xi _{1}+\dots +\xi _{N}=n\}\qquad (1)}
для всех целых неотрицательных {\displaystyle k_{1},\dots ,k_{N}}, сумма которых равна {\displaystyle n}. Тогда говорят, что с.в. {\displaystyle \eta _{1},\dots ,\eta _{N},\xi _{1},\dots ,\xi _{N}} образуют обобщённую схему размещения (ОСР).
Если ОСР симметрична, то есть все с.в. {\displaystyle \xi _{k}} имеют одинаковое распределение, то вероятность, стоящую справа в (1), можно записать в виде:
{\displaystyle \mathbb {P} \{\eta _{1}=k_{1},\dots ,\eta _{N}=k_{N}\}={\frac {p_{k_{1}}\dots p_{k_{N}}}{\sum \limits _{j_{1}+\dots +j_{N}=n}p_{j_{1}}\dots p_{j_{N}}}},\qquad (2)}
где {\displaystyle p_{k}=\mathbb {P} \{\xi _{1}=k\},\quad k=0,1,2\dots }

## Виды схем

### Каноническая схема размещения
Наиболее распространенным случаем ОСР является каноническая схема размещения, для которой
{\displaystyle \mathbb {P} \{\eta _{1}=k_{1},\dots ,\eta _{N}=k_{N}\}={\frac {b_{k_{1}}\dots b_{k_{N}}}{\sum \limits _{j_{1}+\dots +j_{N}=n}b_{j_{1}}\dots b_{j_{N}}}},\qquad (3)}
где {\displaystyle b_{0},b_{1},\dots } — последовательность неотрицательных чисел такая, что {\displaystyle b_{0}>0}, радиус сходимости ряда {\displaystyle B(x)=\sum \limits _{k=0}^{\infty }b_{k}x^{k}} равен 1, максимальный шаг носителя последовательности {\displaystyle b_{0},b_{1},\dots } равен 1.
К канонической схеме путём линейного преобразования с.в. {\displaystyle \eta _{1},\dots ,\eta _{N}} сводятся все схемы вида (3) без указанных выше ограничений на последовательность {\displaystyle \{b_{k}\}} с одним только условием — конечного и ненулевого радиуса сходимости {\displaystyle B(x)}. Схема (3), очевидно, является частным случаем (2) и, следовательно, (1).

### Классическая схема размещения
Классическая схема размещения (схема равновероятного размещения частиц по ячейкам), в которой
{\displaystyle \mathbb {P} \{\eta _{1}=k_{1},\dots ,\eta _{N}=k_{N}\}={\frac {n!}{k_{1}!\dots \;k_{N}!N^{n}}},}
не сводится к канонической, так как радиус сходимости {\displaystyle B(x)=e^{x}} равен бесконечности. Но она является частным случаем (2) (и, следовательно, (1)).

## Применение
Схемы размещения вида (1), (2) и (3) является удобным средством изучения таких случайных объектов, как леса Гальтона-Ватсона, случайные подстановки, рекурсивные леса и т. д.